# Alemanha nos Jogos Olímpicos de Verão de 2000
Alemanha participou dos Jogos Olímpicos de Verão de 2000 em Sydney, Austrália.